# Waleed Abu al-Khair
Waleed Sami Abu al-Khair (en arabe : وليد أبوالخير) est un avocat saoudien et un militant des droits de l'homme qui dirige l'organisation Monitor of Human Rights in Saudi Arabia (MHRSA). Le 6 juillet 2014, il a été condamné à quinze ans de prison par une cour criminelle spéciale.

## Jeunesse et éducation
Waleed Abu al-Khair est né le 17 juin 1979 à Djeddah. Il obtient un baccalauréat universitaire en arabe à l'Université du roi Abdulaziz en 2003. Il commence sa carrière d'avocat en 2007 dans le cabinet d'Essam Basrawi à Djeddah. En 2009, il prend la défense des victimes des inondations de Djeddah et crée une page Facebook suivie par 20 000 utilisateurs. Il obtient en 2009 une maîtrise universitaire à l'Université Yarmouk (en) en Jordanie. La même année, il crée l'organisation Monitor of Human Rights in Saudi Arabia (MHRSA),. La même année encore, il défend le militant saoudien des droits de l'homme Abdul Rahman Al Shumari dans le cadre d'une plainte portée contre le ministre de l'intérieur saoudien.

## Affaire Samar Badawi

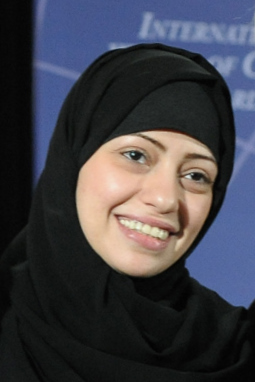
Samar Badawi en 2012 lors de la remise du prix international Femme de courage.

Samar Badawi est une militante saoudienne pour les droits de la femme, emprisonnée en 2010 à la prison centrale de Dahaban pour désobéissance envers son père. Waleed Abu al-Khair organise en 2010 la défense de Badawi, en particulier sous forme d'une campagne de communication sur internet. Le 19 avril 2011, il épouse Samar Badawi.

## Reconnaissance internationale
En 2011, l'édition moyen-orientale du magazine Forbes inclut al-Khair dans une liste des cent Arabes les plus influents sur Twitter. En 2012, il prend la défense d'Hamza Kashgari, un blogueur saoudien emprisonné, notamment en publiant dans le Washington Post un article et en organisant un salon de discussion hebdomadaire dans son appartement. La même année, il est finaliste du programme  Middle East Partnership Initiative’s Leaders for Democracy Fellowship organisé par le département d'État des États-Unis. Selon la société Portland Communications, il est un des dix saoudiens les plus suivis sur Twitter. Le prix Olof Palme lui est décerné en 2013, mais il ne peut se rendre en Suède pour le recevoir, un visa de sortie lui étant refusé. En 2012, al-Khair prend la défense du blogueur Raif Badawi.
Le 12 juin 2015, il a été désigné comme le lauréat du Prix International des Droits de l'Homme Ludovic-Trarieux décerné chaque année à « un avocat sans distinction de nationalité ou de barreau, qui aura illustré par son œuvre, son activité ou ses souffrances, la
défense du respect des droits de l'Homme, des droits de la défense, la suprématie du droit, la lutte contre les racismes et l'intolérance sous toutes leurs formes ». Le prix doit lui être remis à Genève en novembre 2015. 

## Procès
Waleed Abu al-Khair fait l'objet de deux procédures judiciaires. La première concerne la signature en 2011 d'une pétition demandant des réformes politiques. Le 5 février 2014, la cour d'appel de La Mecque a confirmé sa condamnation en première instance à trois mois de prison pour outrage, mais en le laissant libre.
La seconde procédure pour avoir tenu le « salon » organisé chez lui, commencée le 4 novembre 2013, après qu'al-Khair ait été emprisonné puis libéré sous caution,, concerne des accusations de défaut d'allégeance au roi, de manque de respect aux autorités, de création et direction d'une association interdite (la MHRSA), de contribution à l'établissement d'une autre association interdite (la Saudi Civil and Political Rights Association) et d'incitation de l'opinion publique. Le 15 avril 2014, il est arrêté en pleine audience de la cour criminelle spéciale qui examinait son cas,,. Le 22 avril 2014, une semaine après son arrestation, son épouse Samar Badawi déclare qu'il est torturé. Le 7 juillet 2014, al-Khair est condamné à quinze années de prison, suivies de quinze années d'interdiction de voyager à l'étranger, ainsi qu'à une amende de 200 000 riyals, la cour criminelle spéciale de Djeddah l'ayant jugé coupable d'avoir « sapé le régime et les personnalités officielles », « incité l'opinion publique » et « insulté l'appareil judiciaire »,. Ce jugement a été critiqué par le département d'état américain, et par le Haut Commissariat des Nations unies pour les droits de l'homme. Il est proposé en 2015 pour le prix Nobel de la paix

## Crédit d'auteurs
- (en) Cet article est partiellement ou en totalité issu de l’article de Wikipédia en anglais intitulé « Waleed Abulkhair » (voir la liste des auteurs).